# Eisenbahnunternehmen
Eisenbahnunternehmen (historisch Bahnverwaltung genannt) sind öffentlich-rechtlich oder privatrechtlich organisierte Verkehrsunternehmen, die Eisenbahn-Verkehrsleistungen erbringen (Eisenbahnverkehrsunternehmen, EVU) und/oder eine Eisenbahn-Infrastruktur betreiben (Eisenbahninfrastrukturunternehmen, EIU). Heute fallen aber auch die Wagenhalter darunter, die keine eigene Lizenz zum Befahren von Strecken besitzen, z. B. GATX.

## Allgemeines
Eisenbahnunternehmen fungieren auf dem Verkehrsmarkt als Anbieter von Verkehrsleistungen und führen dabei sowohl den Schienenpersonenverkehr als auch den Schienengüterverkehr durch. 

## Definition im EU-Recht
Die Richtlinie 2001/14 EG definiert in Artikel 2 Eisenbahnunternehmen wie folgt:

„(J)edes nach geltendem Gemeinschaftsrecht zugelassene öffentlich-rechtliche oder private Unternehmen, dessen Haupttätigkeit im Erbringen von Eisenbahnverkehrsleistungen zur Beförderung von Gütern und/oder Personen besteht, wobei dieses Unternehmen die
Traktion sicherstellen muss; dies schließt auch Unternehmen ein, die ausschließlich die Traktionsleistung erbringen;“

Die Verordnung (EU) Nr. 1370/2007 erweiterte diesen Begriff dahingehend, dass die Eisenbahnverkehrsleistung nicht mehr die Haupttätigkeit des Unternehmens sein muss.

## Größte Eisenbahnunternehmen
Nach Angabe der Website Railway-technology.com waren 2019 folgende Bahngesellschaften die zehn umsatzstärksten:
1. Deutsche Bahn
2. SNCF
3. Rossijskije schelesnyje dorogi
4. Indian Railways
5. BNSF Railway
6. Union Pacific Corporation
7. East Japan Railway Company
8. Central Japan Railway Company
9. CSX Corporation
10. Canadian National Railway

## Nach Kontinent
- Liste afrikanischer Eisenbahngesellschaften
- Liste asiatischer Eisenbahngesellschaften
- Liste europäischer Eisenbahngesellschaften
- Liste nordamerikanischer Eisenbahngesellschaften
- Liste südamerikanischer Eisenbahngesellschaften
- Liste von Eisenbahngesellschaften in Ozeanien

## In Europa
- Liste deutscher Eisenbahngesellschaften
- Liste österreichischer Eisenbahngesellschaften
- Liste schwedischer Eisenbahngesellschaften
- Liste der Schweizer Eisenbahngesellschaften
- Liste von Eisenbahngesellschaften im Vereinigten Königreich